# Liubice

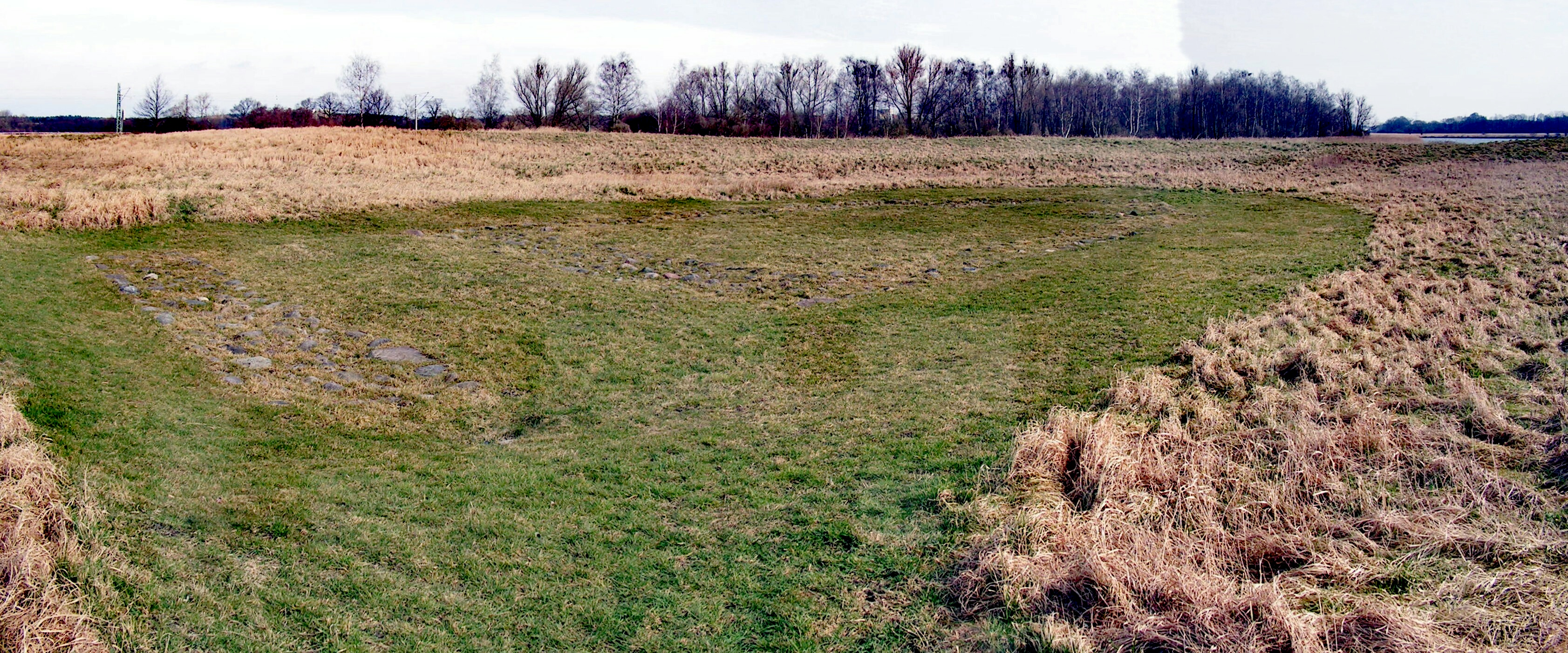
Zarys dawnego kościoła w Starej Lubece.

Liubice albo Leubice – słowiańska nazwa osady Stara Lubeka (niem. Alt-Lübeck), poprzedniczki dzisiejszego miasta Lubeki. 

## Położenie

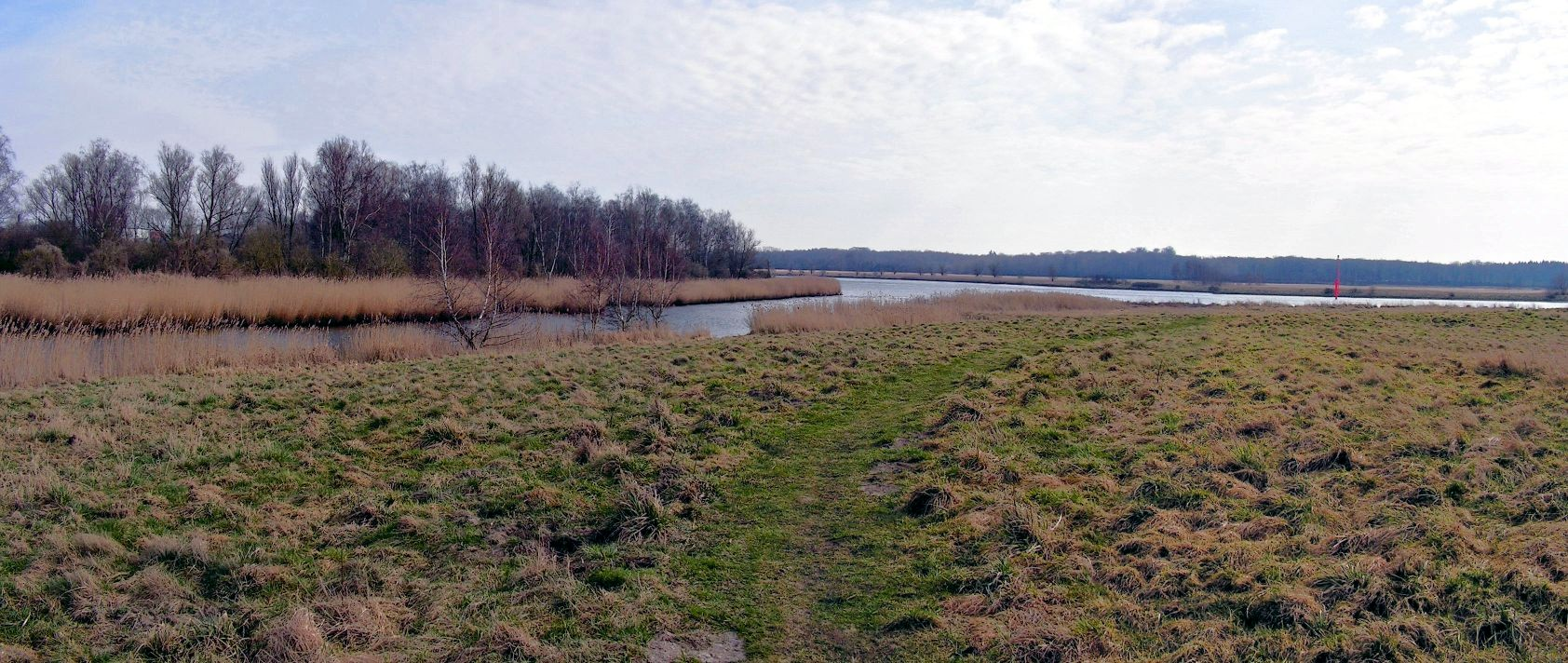
Ujście rzeki Schwartau do Trave.

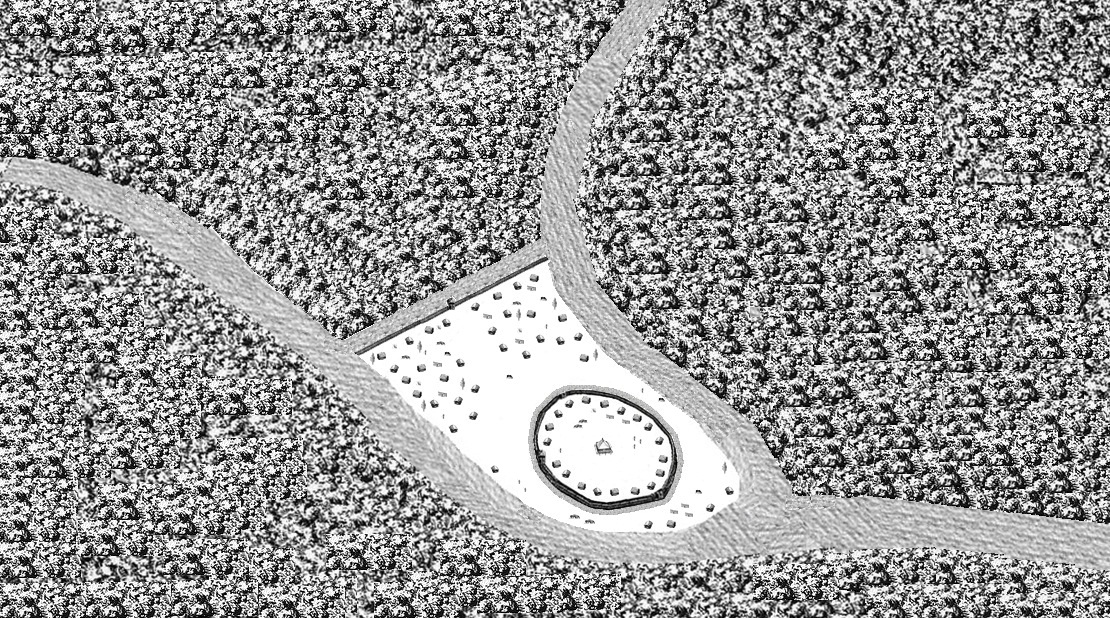
słowiańska Stara Lubeka - rekonstrukcja

Położenie geograficzne Lubeki nie pokrywa się z lokalizacją dawnych Liubic. Liubice leżą przy ujściu rzeki Schwartau do Trave, naprzeciwko Teerhofinsel, ok. 6 km w dół rzeki od wyspy Altstadtinsel, na której leży nowa Lubeka.

## Historia
W VII w. na tereny wokół Zatoki Lubeckiej opuszczone przez plemiona germańskie napłynęła ludność słowiańska. Połabianie wybudowali gęstą sieć wiosek i grodów, m.in. Oldenburg (Starigard), Plön (Płonia), Ratzeburg (Racibórz) oraz siedzibę książęcą Liubice.
Z początkiem XI w. nastąpiła rozbudowa osady. W 1055 r., za panowania księcia Gotszalka zmodernizowano stary gród. Po jego śmierci władzę nad Obodrytami przejął Krut. W 1087 r. przeprowadzono kolejną rozbudowę grodu i przekopano jedyne połączenie lądowe z Liubicami, tworząc w ten sposób sztuczną wyspę.
Rozkwit Liubic przypada na czasy słowiańskiego “króla” Henryka Gotszalkowica. Stara Lubeka była wtedy wczesnomiejskim kompleksem składającym się z grodu, portu, dwóch osiedli na podgrodziu oraz oddzielnego osiedla handlowego położonego na drugim brzegu rzeki. 
Na terenie otoczonym wałami grodu wznosił się drewniany kościół o długości 22 m i szerokości 15 m. Wymiary te są nietypowe dla ówczesnej architektury słowiańskiej i skandynawskiej. Podobne spotykano jedynie na Islandii. Kościół jest datowany na lata 90. XI w. Później wybudowano w tym miejscu jednonawowy kościół kamienny z apsydą (20 m dług. i 11 m szer.). Świątynia ta została zniszczona w czasie najazdu słowiańskich Ranów w 1138 r.
Po śmierci Henryka i jego synów, Liubice straciły na znaczeniu. W 1143 r. nazwa Liubice pojawia się przy okazji powstania nowej osady na półwyspie Bucu, z której rozwinęła się później Lubeka. Aż do XIII w. zamieszkali tam Obodryci organizowali zebrania swojej rady przed Kościołem Mariackim. Ślady słowiańskich instytucji prawnych zachowały się w prawie lubeckim.

## Prace badawcze
Gruntowne prace wykopaliskowe prowadziła tu w latach 1947-1948 Aleksandra Karpińska. Dzięki rozwiniętej w latach 70. XX w. metodzie datowania na podstawie analizy wzoru słojów drzew, tzw. dendrochronologii, udało się ustalić, że Liubice są znaczenie starsze niż do tej pory uważano. Pozostałości najstarszego muru datowane są na 819 r. Dwie kolejne części muru datowano na 1055 r. i 1087 r. Stwierdzono również, że mur ten był dwukrotnie reperowany. Ponadto wykazano, że w latach 1002 i 1035, na terenie zamku prowadzono rozmaite prace budowlane. Pod odkrytym w 1852 r. kościołem kamiennym, znaleziono pozostałości kościoła drewnianego.